# Maurice Delbouille
Maurice Delbouille, né à Liège le 26 janvier 1903, mort à Chênée le 30 octobre 1984, est un linguiste belge du français et du wallon, professeur à l'Université de Liège.
Il fut aussi un homme politique socialiste et militant wallon.

## Biographie
Maurice, Émile, Léonard, Joseph Delbouille est le second enfant d'une famille modeste formée par Émile Delbouille, ouvrier qualifié mouleur en sable et Marguerite-Lucie Magis.
Après des études primaires à l'École communale du Centre de Chênée, il va à l'École moyenne de la ville de Liège où il prépare le jury central. Dès l'âge de 16 ans, il s'inscrit en philologie romane à l'Université de Liège où il va être reçu docteur avec grande distinction le 12 octobre 1923.
Après le service militaire qui le fait accéder au grade de lieutenant de réserve, il suit des cours (notamment de Joseph Bédier) à la Sorbonne, à l'École pratique des hautes études, à l'Université de Florence. Il s'est orienté vers les littératures française et latine médiévales.
Il enseigne aux athénées de Gand et Liège, puis à l'Université de Liège de 1929 à 1973.
Il a épousé Léa Bibet dont il a deux fils, Luc (1929) et Paul (1933).
Sa charge de cours augmente en 1930. En 1937, nommé professeur ordinaire depuis un an, il donne cours à la Faculté de philosophie et Lettres de l'université de Gand (jusqu'en 1940) ; il siège au conseil d'administration de la Société des Anciens Textes français.
En 1940, il est élu à l'Académie royale de langue et de littérature françaises de Belgique ; il va en présider le comité de gestion du Fonds national de la littérature et faire longtemps partie de la commission consultative. De 1946 à 1984, il est codirecteur de la revue Le Moyen Âge. En 1952, il est fait chevalier de la Légion d'honneur. En 1964, il est élu membre correspondant de l'Institut d'Estudis Catalans.
De 1968 à 1983, il représente la Belgique romane dans le jury international qui attribue le prix Montaigne.

## Œuvre linguistique
Ses études à Liège, Paris et Florence l'orientent vers les littératures française et latine médiévales.
Il rédige notamment :
- Wallonismes ou archaïsmes dans les plus anciens textes vulgaires du nord de la France en 1932 ;
- Y a-t-il une littérature wallonne au Moyen Âge ? en 1939 ;
- Sur la genèse de la Chanson de Roland en 1954 ;
- Les chansons de geste et le livre en 1959 ;
- À propos de la genèse de la langue française en 1959 ;
- La notion de Bon usage en ancien français. À propos de la genèse de la langue française en 1962 ;
- Tout ou toute aux vers 1251 ss de « Floire et Blancheflor » en 1969 ;
- La philologie médiévale et la critique textuelle en 1971 ;
- El chief de cest commencement, Marie de France, Prologue de « Guigemar » en 1974

Il dirige la rédaction du premier volume Les origines (1972) de la Grundriss der romanischen Literaturen des Mittelalters et en écrit deux chapitres,
- Tradition latine et naissance des littératures romanes (La tradition linguistique. La tradition littéraire latine. La poésie latine chantée)
- Les plus anciens textes et la formation des langues littéraires

## Œuvre d'éditeur
Il publie :

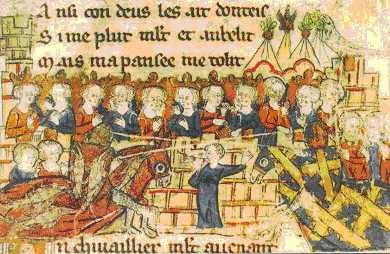
Le Tournoi de Chauvency en 1285

- Jacques Bretel, Le Tournoi de Chauvency, 1932 ;
- Jakemes, Le Châtelain de Coucy, 1936 ;
- Henri d'Andeli, Le jugement d'Amour, 1936
- Henri d'Andeli, Le Lai d'Aristote, 1951

## Parcours politique
Il est désigné comme bourgmestre de Chênée en 1941 et à ce titre lutte contre l'idée d'un Grand Liège que veut imposer l'Occupant. Il le demeurera jusqu'en 1970.
Il est sénateur socialiste en 1946 mais suspecté d'incivisme en raison de sa proximité avec Henri De Man avant la guerre, il est contraint de démissionner et de rendre son mandat au Parti socialiste belge. Il se défend à l'aide de preuves de son civisme et de son esprit de résistance mais ne reviendra sur la scène politique qu'en 1958, année à laquelle il redevient sénateur (coopté), puis sénateur élu direct (1961). Sa carrière au Sénat se termine en 1965.

Il est rapporteur au Congrès national wallon de 1945, partisan du Fédéralisme à trois en Belgique (Flandre, Wallonie, Bruxelles). Il participe également et prend la parole au Deuxième congrès national wallon tenu en mai à Charleroi, où il s'oppose aux délégués de Bruxelles qui se positionnaient comme francophiles avant tout tel Marcel-Hubert Grégoire : 
«  Les Wallons de Bruxelles sont venus ici avec tous les défauts des Bruxellois : ils veulent imposer leur volonté »
Comme sénateur, membre du groupe parlementaire wallon, il participe au dépôt de la proposition de révision constitutionnelle de Marcel-Hubert Grégoire. Il signe aussi en 1947 La Wallonie en alerte où des personnalités diverses du monde académique demandent de postposer l'adaptation des sièges parlementaires aux chiffres du recensement, mesure qui aurait comme conséquence de faire diminuer la représentation parlementaire wallonne au Parlement belge.
Il est signataire également de l'Accord Schreurs-Couvreur en 1952. Il présidera le dernier Congrès national wallon à la mort de Joseph Merlot en 1959, rédigera l’Adresse au roi de l'Assemblée des élus socialistes de Wallonie tenue à Saint-Servais le 13 janvier 1961 au cœur de la Grève générale de l'hiver 1960-1961 et qui réclame pour la Wallonie le droit de disposer d'elle-même. Il fonde avec André Renard le Mouvement populaire wallon issu de la grève du siècle. Il participe aussi très activement au Pétitionnement wallon et signera en 1976 la Nouvelle lettre au roi pour un vrai fédéralisme rédigée par Fernand Dehousse, Jean Rey et Marcel Thiry.

## Hommage
« Ceux qui ont eu la chance de fréquenter cet homme à l'intelligence précise, au dynamisme exceptionnel, à la bonté authentique, ne peuvent songer à lui qu'avec émotion en se remémorant la parole de Ménandre : Rien d'humain ne m'est étranger. »

— Jeanne Wathelet-Willem, « Nécrologie. Maurice Delbouille (1903-1984) »

### Sources et bibliographie
- Fiche biographique de la Biographie nationale, avec bibliographie, p. 92 à 97, en ligne.
- Jeanne Wathelet-Willem, « Nécrologie. Maurice Delbouille (1903-1984) » dans Cahiers de civilisation médiévale, année 1986, vol. 29, n° 29-113-1, p. 181-183.